# یژی خوفمن
یژی یولیان خوفمن (لهستانی: Jerzy Julian Hoffman؛ ‏ pronounced [ˈjɛʐɨ ˈxɔfman]؛ زادهٔ ۱۵ مارس ۱۹۳۳) یک کارگردان و فیلم‌نامه‌نویس اهل لهستان است.
او چند مرتبه عضو هیئت داوری جشنواره بین‌المللی فیلم مسکو بوده است و یکبار هم برنده «جایزه سیمین» این جشنواره شده است.
از فیلم‌ها یا مجموعه‌های تلویزیونی که وی در آن‌ها نقش داشته است، می‌توان به پزشک قلابی، سیل، نبرد ورشو ۱۹۲۰، با آتش و شمشیر، افسانه‌ای باستانی: آن هنگام که خورشید ایزد بود و سرهنگ وُوُدیوفسکی اشاره نمود.